# Rubens Salles
Rubens Salles (São Manuel, 14 oktober 1891 - São Paulo, 21 juli 1934) was een Braziliaans voetballer en trainer.

## Biografie
Salles speelde zijn hele carrière voor Paulistano en won 6 titels met deze club. In 1914 speelde hij in de eerste interland van het officieele Braziliaanse elftal tegen het Britse Exeter City. Omdat het echter geen land betrof wordt deze interland niet als officieel gezien. Hierna speelde hij nog twee interlands tegen Argentinie. In 1921 stopte hij met voetbal en keerde in 1930 terug om coach te worden van São Paulo da Floresta, een fusieclub tussen Paulistano en AA das Palmeiras en de eigenlijke voorloper van São Paulo FC.
Speler
- Campeonato Paulista: 6 (1908-1913-1916-1917-1918-1919)

Trainer
- Campeonato Paulista: 1931